# Alois Hitler junior
Alois Hitler junior (* 13. Jänner 1882 in Wien als Aloys Matzelsberger, am 13. August 1883 als Aloys Hitler legitimiert, ab 1945 Alois Hiller; † 20. Mai 1956 in Hamburg) war ein Halbbruder von Adolf Hitler.

## Leben
Alois Hitler junior wurde als unehelicher Sohn von Alois Hitler und dessen späterer zweiter Ehefrau Franziska Matzelsberger als Alois Matzelsberger geboren und in der Pfarrkirche St. Othmar unter den Weißgerbern getauft. Erst durch die Heirat seiner Eltern 1883 wurde seine Herkunft legitimiert. Im selben Jahr kam auch seine Schwester Angela auf die Welt. Nach dieser Geburt erkrankte die Mutter an Tuberkulose und verstarb am 10. August 1884. Daraufhin wuchsen Alois und seine Schwester bei ihrem Vater und dessen dritter Frau, Klara Hitler, auf. Alois verließ noch vor dem Tod des Vaters das Elternhaus. Mit seinem Halbbruder Adolf schien sich Alois nie gut verstanden zu haben. Später berichtete er, Adolf sei von dessen Mutter Klara stets bevorzugt worden, wohingegen Alois manche Prügelstrafen des Vaters auch für Adolfs Streiche abbekommen habe.
Da Alois Hitler junior technisches Talent zeigte, beabsichtigte der Vater, ihn auf eine entsprechende Schule zu schicken und Ingenieur werden zu lassen. Diese Hoffnungen scheinen, vielleicht auch durch Klaras Intervention, abrupt fallengelassen worden zu sein, jedenfalls war der Vater nicht bereit, größere Summen in die Ausbildung des Sohnes zu investieren. Stattdessen wurde Alois in die Lehre gegeben.
Mit dem Abbruch der Lehre begann der Abstieg von Alois Hitler jun. 1900 wurde er wegen Diebstahls zu einer fünfmonatigen Haftstrafe verurteilt. 1902 musste er für weitere acht Monate ins Gefängnis. Schließlich wanderte er 1905 nach Verbüßen der Haftstrafe nach London aus, wo er noch einmal eine Lehre begann und 1909 die irischstämmige Bridget Dowling heiratete. 1911 wurde ihr Sohn William Patrick in Liverpool geboren. Die folgenden vier Jahre waren von familiären Spannungen gekennzeichnet. Alois war ein Trinker und verprügelte so regelmäßig, wie er trank, seine Frau und wohl auch das kleine Kind. 1915 verließ der Vater die Familie und kehrte nach Österreich zurück.
1924 stand Alois Hitler jun. in Hamburg unter Anklage der Bigamie. Da seine Frau die Anklage jedoch nicht weiter verfolgte, wurde die Verurteilung zu sechs Monaten Gefängnis zur Bewährung ausgesetzt oder aufgehoben. Auch mit seiner zweiten, illegitimen Frau Hedwig Frieda Amalie „Hete“ Mickley (1889–1966) aus Groß Neuendorf, die er am 13. Dezember 1919 in Hamburg geheiratet hatte, hatte er ein Kind, Heinrich. Zum 3. August 1926 trat er der NSDAP bei (Mitgliedsnummer 41.754), am 30. September 1927 wieder aus. Seine nicht näher bezeichneten Geschäfte in Deutschland entwickelten sich bis zur Weltwirtschaftskrise positiv, gingen dann jedoch unter. Bis 1934 überlebte er mit Gelegenheitsarbeiten. Am 15. September 1937 eröffnete er in Berlin, Wittenbergplatz 3, das „Konditorei Cafe Alois“, das ein beliebter Treffpunkt für SA-Leute wurde. Seit der Machtergreifung des Halbbruders hatten Alois jun. und Adolf keinen bekannt gewordenen Kontakt mehr zueinander. In Mein Kampf wurde Alois jun. gänzlich verschwiegen, nur wenige wussten von Hitlers Halbbruder.
Nach Ende des Zweiten Weltkriegs lebte Alois Hitler – der sich nun Alois Hiller nannte – unerkannt und in gutbürgerlicher Umgebung mit seiner Familie in Hamburg-Fuhlsbüttel. Sein Grab befand sich auf dem Hauptfriedhof Ohlsdorf; es wurde 2005 aufgelassen. In dem Familiengrab lagen neben Alois’ Frau Hete auch der weitläufig Verwandte (Johannes Theodor) Hans Hitler mit seiner Frau Erna, genannt Petra, geborene Schünemann, verheiratete Mach. Hans und Erna Hitler hatten sich ebenfalls offiziell in Hiller umbenannt.

## Dokumentationen
- Oliver Halmburger, Thomas Staehler: Familie Hitler. Im Schatten des Diktators. Dokumentarfilm, unter Mitarbeit von Timothy Ryback und Florian Beierl, Oliver Halmburger Loopfilm GmbH (München) und ZDF-History, Mainz 2005.[7]